# 丹生官省符神社

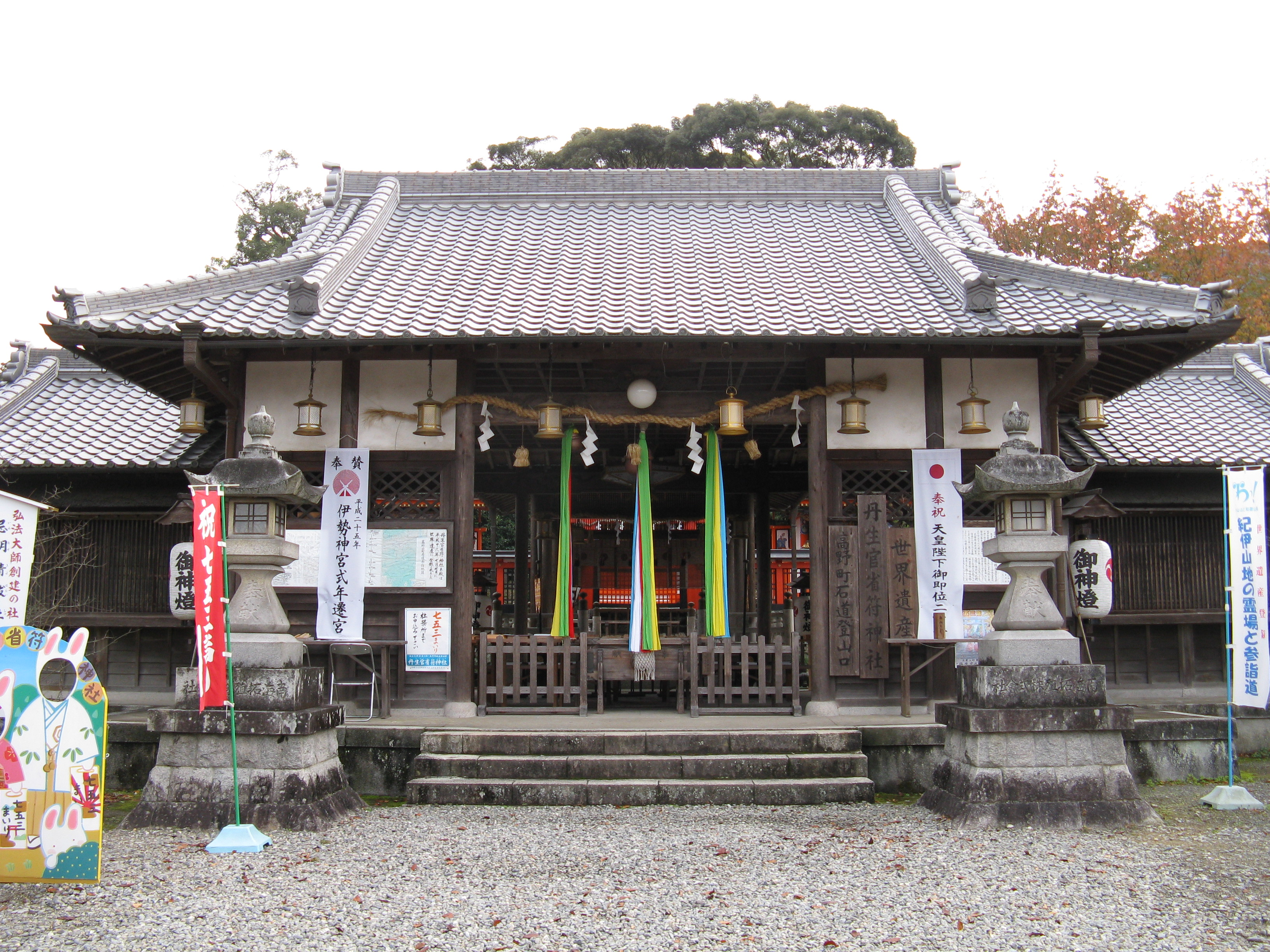
拜殿

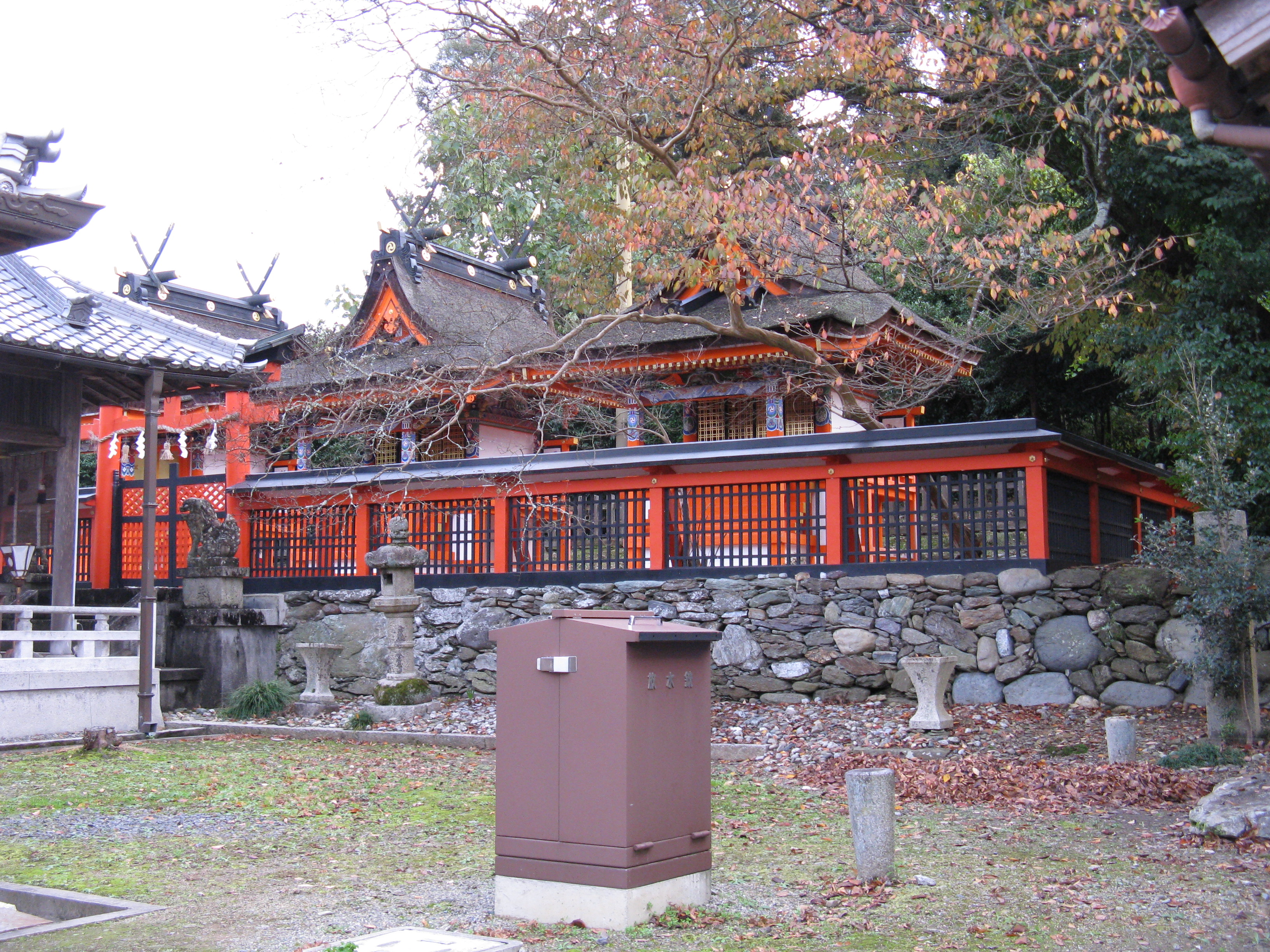
本殿

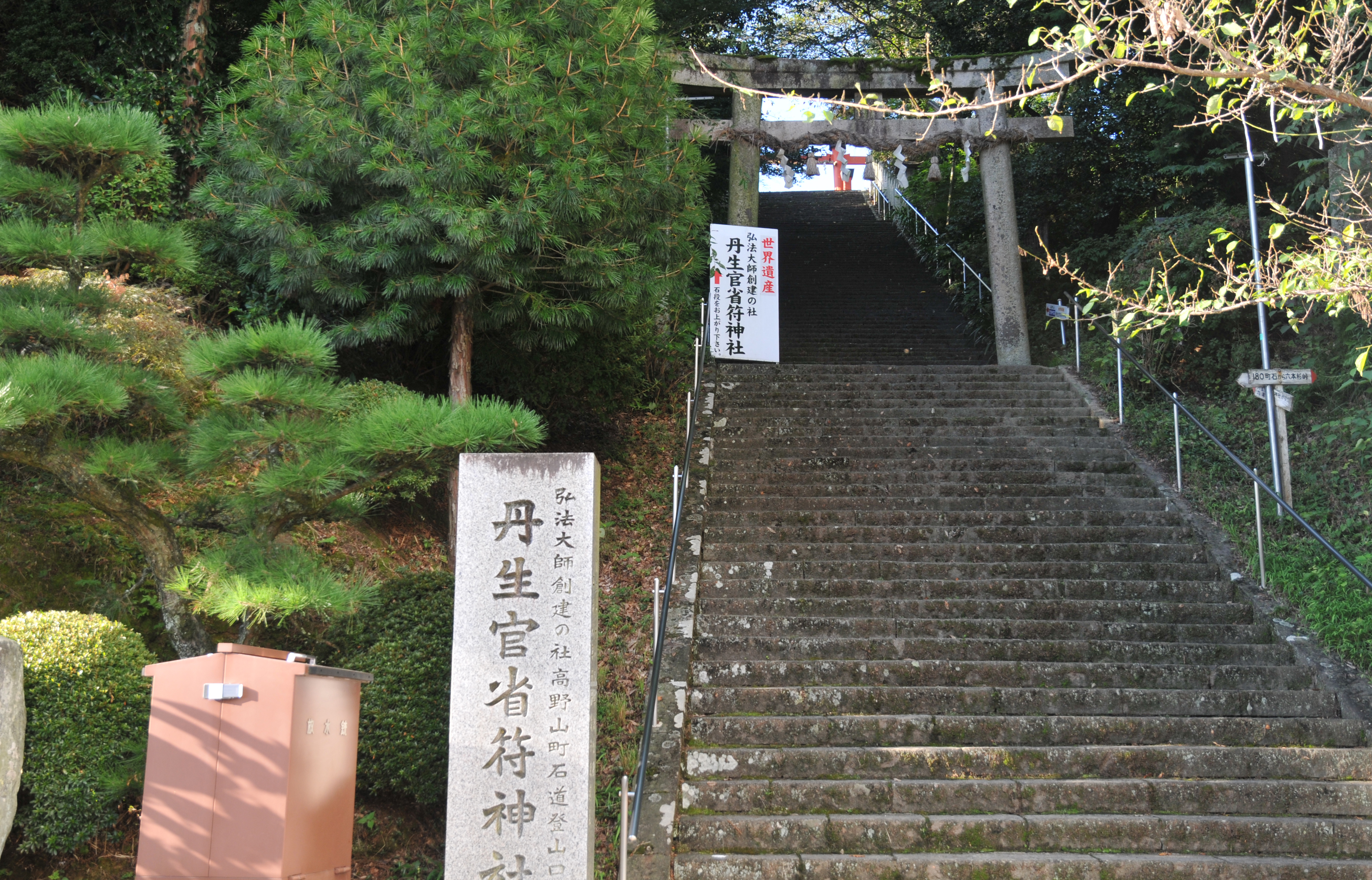
參道

丹生官省符神社（日语：／ Niu Kan Shō Bu Jin Ja），是位於日本和歌山縣伊都郡九度山町的神社，坐落於九度山町慈尊院集落的南部位置。
神社本殿建築物是國家重要文化財，神社境内為國家史跡「高野山町石」的一部分。平成十六年（2004年）本殿聯合國教科文組織指定登錄為世界遺產「紀伊山地的聖地及朝聖路」構成資產之一部分。。

## 概要
丹生官省符神社相傳為弘仁七年（816年）由弘法大師空海創建的神通寺，作為高野山受領的官省符莊莊園鎮守神，有應永三年（1396年）的文書〈官省符荘庁番殿原請文〉載有紀錄：「官省符鎮守，神通寺七社。」
另有神通寺七社明神的紀録，七社包含了十二王子社、百二十番神社。「紀伊續風土記」記載，七社中的丹生神社、高野神社在弘仁年間由空海迎請分靈，十二王子神社、百二十番神社也約略在同時迎請分靈，氣比神社、嚴島神社則傳說於文明年間迎請分靈，後四間神社的境内淹沒於天文年間爆發的洪水，移轉併入。
明治四十三年（1910年），九度山、入郷村、慈尊院（今九度山町）諸神社合祀。昭和二十一年（1946年），定社號為丹生官省符神社。

## 祭神
下列為主祭神：
- 丹生都比賣大神，通稱「丹生明神」。
- 高野御子大神，通稱「狩場明神」。
- 大食都比賣大神，通稱「氣比明神」。
- 市杵島比賣大神，通稱「嚴島明神」。

除以上四神外，還兼祀太神宮（天照大御神）、八幡宮（譽田別大神）、春日明神（天兒屋根大神）三社，因此被稱為神通寺七社明神。

### 境内社
- 招魂社
- 神宮遙拝所
- 高野山遙拝所

## 文化財

### 重要文化財
- 本殿（附宮殿4棟、棟札2枚）：昭和四十年（1965年）5月29日指定為重要文化財。本殿共三棟，其中二棟於室町時代後期永正十四年（1517年）重建，一棟於天文十年（1541年）重建，保存狀態良好，為當地的神社建築樣式。平成十六年（2004年）7月，登錄為聯合國教科文組織世界遺產「紀伊山地的聖地及朝聖路」之一部分。

### 史跡
- 境内：「高野山町石」之一部分，昭和五十二年（1977年）7月14日指定為國家史跡，平成九年（1997年）3月6日追加指定。

### 和歌山縣指定文化財
- 鼎（1口）：有室町時代永正14年銘文。昭和三十四年（1959年）8月18日指定為有形文化財（美術工藝品）。[7]。
- 獅子頭（2面）：推定為室町時代製作。昭和四十二年（1967年）4月14日指定為有形文化財（美術工藝品）[8]。

### 其他文化財
- 一文字太刀（1口）：傳真田幸村奉納。
- 神通寺大明神太刀（1口）。
- 八幡大菩薩太刀（1口）。

## 交通方式
- 南海電氣鐵道高野線九度山車站步行約20分鐘。
- 西日本旅客鐵道和歌山線高野口車站步行約30分鐘。

## 外部連結
- 丹生官省符神社官方網站
- 和歌山縣神社廳（页面存档备份，存于）
- 九度山町観光情報（页面存档备份，存于）
- 和歌山縣官方旅遊指南（页面存档备份，存于）